# William Pape
William Pape, eigentlich Friedrich Georg William Pape, (* 3. September 1859 in Karlshütte bei Rendsburg; † 13. Dezember 1920 in Stockholm) war ein deutscher Maler und Illustrator.

## Leben
Wilhelm Pape studierte zunächst Philosophie und Naturwissenschaften an der Universität Berlin. Anschließend besuchte er dort die Kunstakademie in Berlin. Weiteren Unterricht erhielt er bei Hermann Prell und an der Académie Julian in Paris bei Jules-Joseph Lefebvre and Jean-Joseph Benjamin-Constant. Studienreisen führten ihn nach Italien, Dänemark und Russland. Er malte in Berlin Veduten, spezialisierte sich aber vor allem auf Historienmalerei. Das Bild „Ein Reich, Ein Volk, Ein Gott“, das die Feier am 18. Januar 1896 anlässlich des 25. Jahrestages der Deutschen Reichsgründung darstellte, erzielte die Aufmerksamkeit des Kaiserlichen Hofes, der das Bild auch ankaufte.
Das genannte Bild und die Enthüllung des Denkmals Kaiser Wilhelm I. in Berlin dienten ab 1900 als Vorlage der hohen Dauerwerte von 5 und 3 Reichsmark der Briefmarken-Serie Repräsentative Darstellungen des Deutschen Kaiserreichs des Deutschen Reichs. Diese Serie war die Ergänzung der bekannten Germania-Briefmarken für Werte ab einer Mark und wurden daher millionenfach gedruckt.
Das Bild der Reichsgründung sowie Die Konfirmation des Kronprinzen und des Prinzen Eitel Friedrich von 1898 befanden sich im persönlichen Besitz Kaiser Wilhelms II. Pape konnte sowohl den Kaiser als auch seine Familie mehrmals persönlich porträtieren. Er benutzte auch das Monogramm WP.
Pape starb 1920 in Stockholm durch einen Unfall.

## Weitere Werke

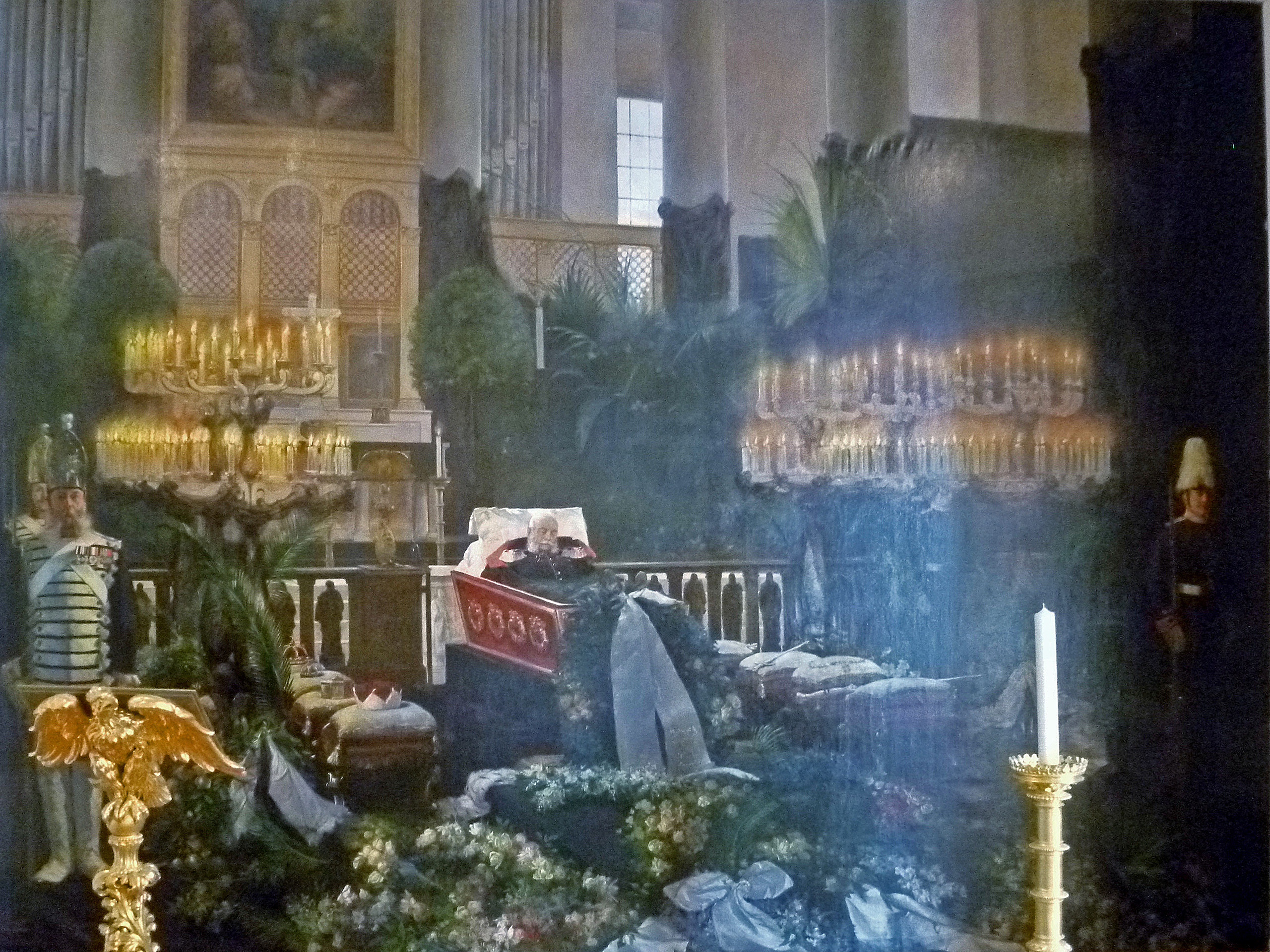
Aufbahrung Kaiser Wilhelms I. im Dom

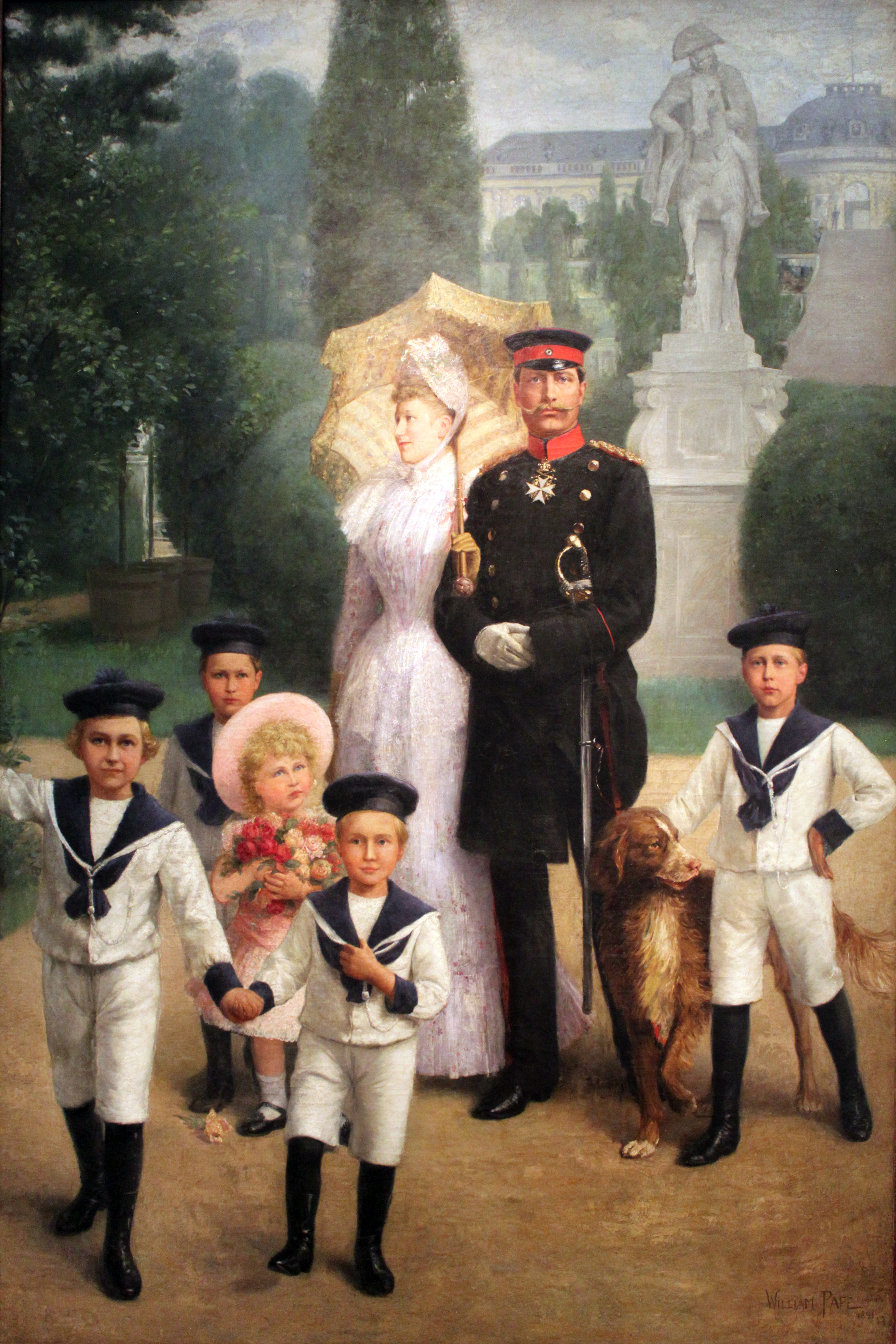
Kaiserpaar

- Aufbahrung Kaiser Wilhelms I. im Dom (1888)
- König Wilhelm I. am Abend der Schlacht bei Sedan (1901)
- Kaiser Wilhelm II. beim Neujahrsempfang in der Knobelsdorff-Oper (1901), heute Museum Abtei Liesborn[5]
- Gottesdienst zur 200-Jahr-Feier des preußischen Königshauses in der Königsberger Schlosskirche am 8. September 1901, Kriegsverlust[6]
- Der Empfang des Kaisers auf der Sparrenburg (Wandgemälde für das neue Rathaus in Bielefeld, 1903)
- Arbeitszimmer von Kaiser Wilhelm II (hing im Evangelischen Krankenhaus Herne, 1903)
- Die letzte Festsitzung der königlichen Akademie der Wissenschaften im alten Hause
- Luthers letztes Bekenntnis (für Martin Luthers Sterbehaus in Eisleben 1905)

## Briefmarken nach seinen Werken

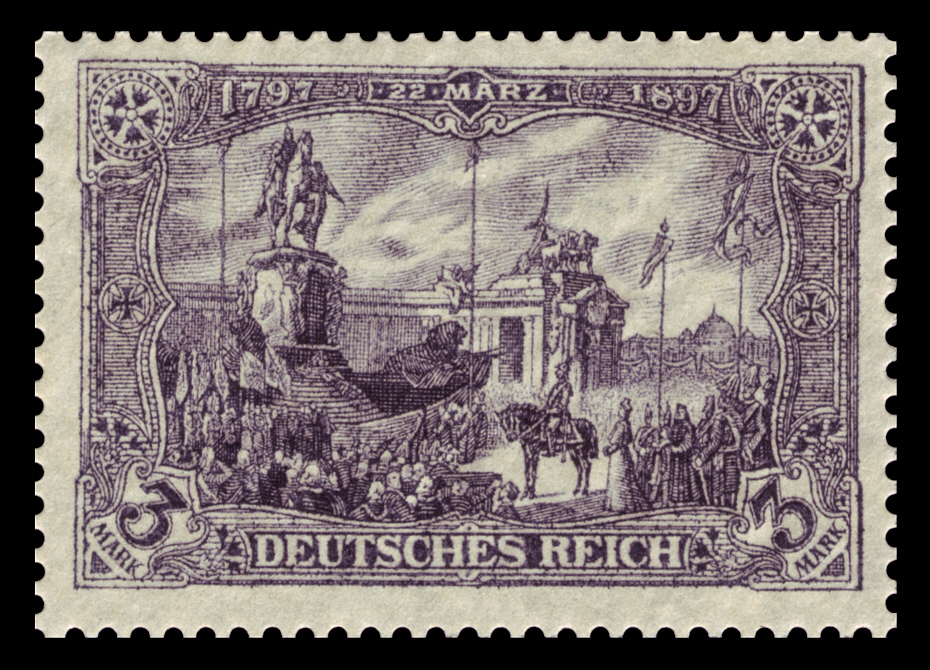
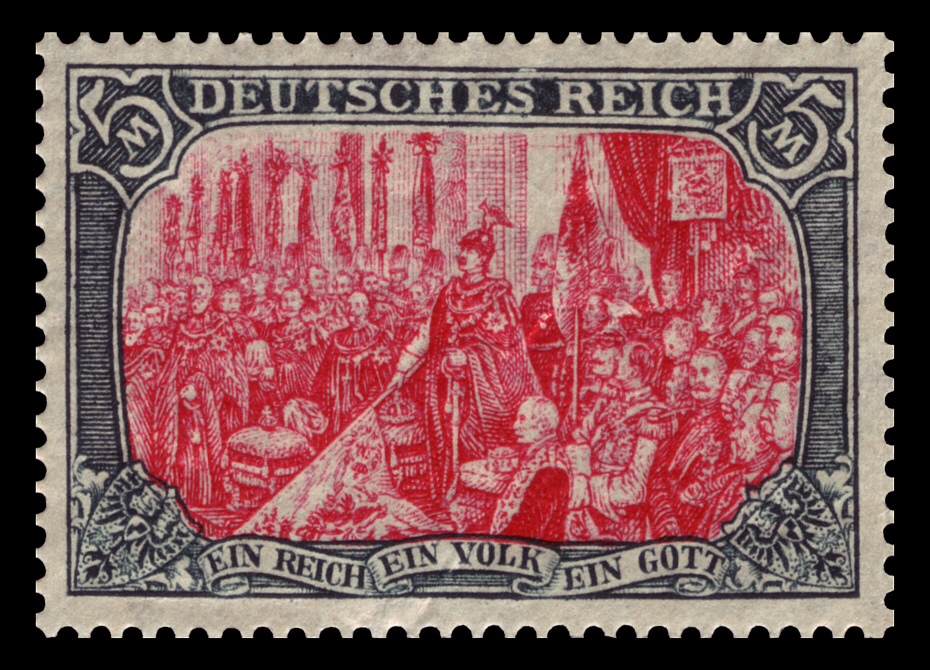